# Víctor Miranda
Víctor Manuel Miranda (nacido el 27 de julio de 1982) es un exfutbolista panameño que jugó como defensa de fútbol.

## Trayectoria
Su debut fue con el Club Deportivo Pan de Azúcar en el año 2000. En los años 2001 al 2004 jugó para el San Francisco FC después en el año 2005 jugó para el CD Árabe Unido hasta el año 2006 de allí paso al Tauro FC en el año 2007. Miranda jugó 10 partidos con la UCR Fútbol Club en la Primera División de Costa Rica en la temporada 2007-08. En el 2008 fichó por el Sporting San Miguelito. Fue liberado por Alianza en el verano de 2011.

## Selección nacional

### Categorías inferiores
Miranda jugó para la selección de Panamá Sub-23 durante la Clasificación para los Juegos Olímpicos de 2004.

### Selección absoluta
Debutó en un amistoso contra Trinidad y Tobago el 10 de junio de 2001. Miranda ha hecho 17 apariciones para la selección absoluta de fútbol de Panamá, incluidos seis partidos de Clasificación para la Copa Mundial de la FIFA 2006. Su último partido internacional fue un partido amistoso de enero de 2005 contra Ecuador.

## Clubes
| Club             | País       | Año         |
| ---------------- | ---------- | ----------- |
| CD Pan de Azúcar | Panamá     | 2000        |
| San Francisco FC | Panamá     | 2001 - 2004 |
| CD Árabe Unido   | Panamá     | 2005 - 2006 |
| Tauro FC         | Panamá     | 2007        |
| UCR FC           | Costa Rica | 2007        |
| Sporting SM      | Panamá     | 2008        |
| Alianza FC       | Panamá     | 2009 - 2011 |

## Palmarés

### Títulos nacionales
| Título           | Club     | País   | Año    |
| ---------------- | -------- | ------ | ------ |
| Primera División | Tauro FC | Panamá | 2007-A |